# 海陽町立海部中学校
海陽町立 海部中学校（かいようちょうりつ かいふちゅうがっこう）は、徳島県海部郡海陽町にあった公立中学校。
2011年（平成23年）4月1日、海陽町立海南中学校と統合し、海陽町立海陽中学校になった。

## 基礎データ
所在地
- 〒775-0302 徳島県海部郡海陽町奥浦32

最寄駅
- 阿佐海岸鉄道阿佐東線海部駅

## 部活動
- バレー
- 野球
- 卓球

## 関連する学校
- 海陽町立海部小学校